# Zetiasplozna unicolor
Zetiasplozna unicolor är en svampart som först beskrevs av Berk. & M.A. Curtis, och fick sitt nu gällande namn av Nag Raj 1993. Zetiasplozna unicolor ingår i släktet Zetiasplozna och familjen Amphisphaeriaceae.   Inga underarter finns listade i Catalogue of Life.